# Estació de Ciutadella - Vila Olímpica
|  | El títol d'aquest article és incorrecte a causa de limitacions tècniques. El títol correcte de l'article és Estació de Ciutadella \| Vila Olímpica. |

Ciutadella | Vila Olímpica és un intercanviador ferroviari format per una estació de la L4 del Metro de Barcelona i una estació de tramvia de les línies T5 i T6 del Trambesòs. Se situa al districte de Sant Martí de Barcelona.
L'estació del metro està sota una la platja de vies de l'Estació de França i es va inaugurar el 1977 com a part de la Línia IV i amb el nom de Ribera. Uns anys més tard, amb la reorganització dels números de línies i canvis de nom d'estacions, va canviar pel nom de Ciutadella. L'últim canvi de nom es va produir el 1992, pels Jocs Olímpics de Barcelona, quan es va afegir Vila Olímpica.
El 14 de juliol de 2004 es va inaugurar la parada de la línia T4 del Trambesòs, i se situa sobre el carrer Wellington. Es tractava de l'estació terminal de la T4, amb el perllongament del tramvia des de Glòries.
D'acord amb dades del 2013, l'estació rebia uns 8.000 accessos diaris de mitjana, que s'incrementaven als 12.000-15.000 durant l'estiu.
L'ampliació del Trambesòs de Glòries a Verdaguer va suposar el 21 d'octubre de 2024 que l'estació de tramvia passes a ser servida per les línies T5 i T6, car la línia T4 passaria a fer el recorregut cap a Verdaguer.

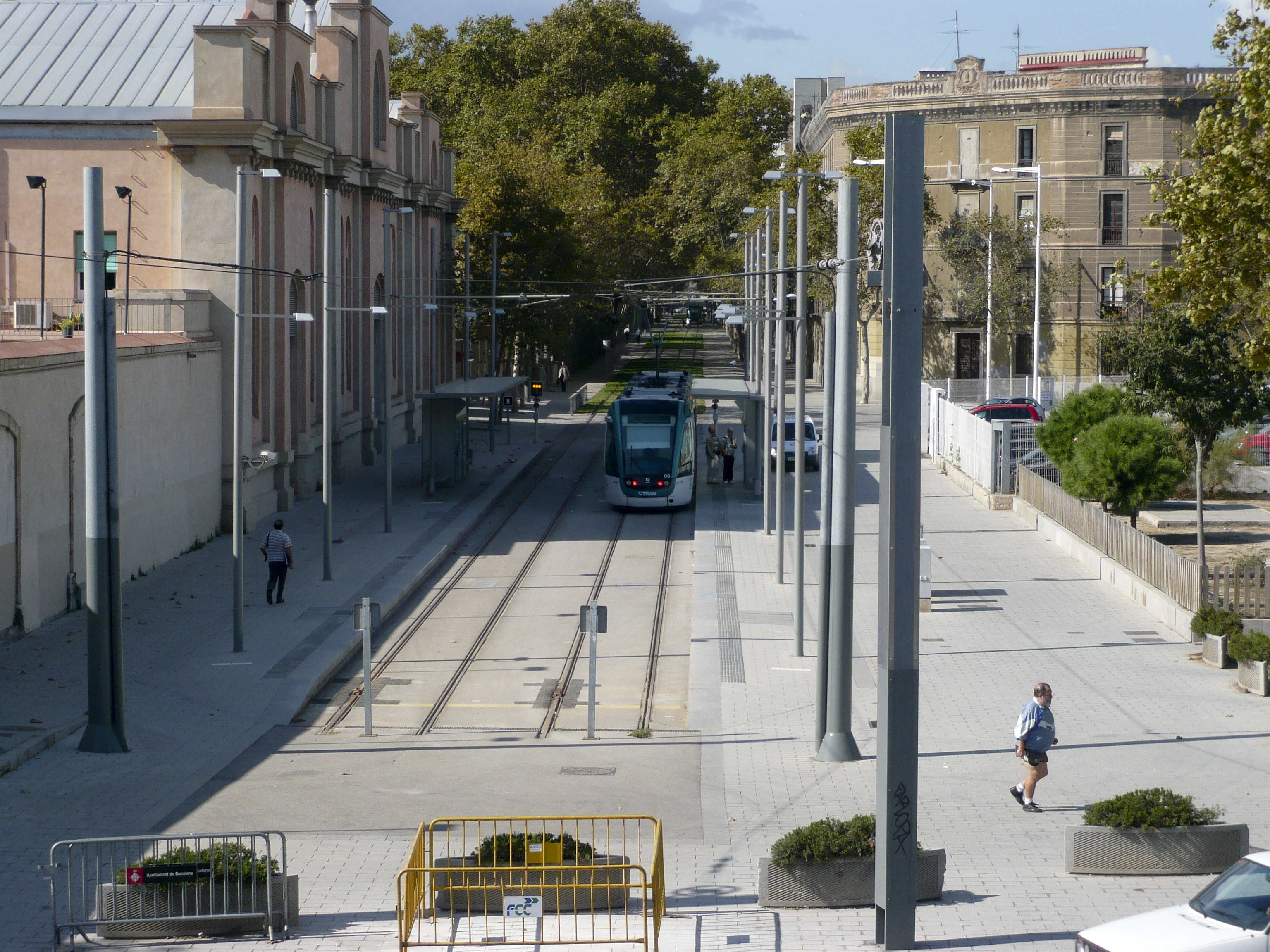
L'estació de tramvia (T5 i T6)

## Serveis ferroviaris
| Procedència/Destinació | <                 | Línia                 | >          | Procedència/Destinació |
| ---------------------- | ----------------- | --------------------- | ---------- | ---------------------- |
| Metro de Barcelona     |                   |                       |            |                        |
| Trinitat Nova          | Barceloneta       |                       | Bogatell   | La Pau                 |
| Trambesòs              |                   |                       |            |                        |
| terminal               | terminal          |                       | Wellington | Gorg                   |
| terminal               | terminal          | Estació de Sant Adrià | Wellington |                        |
| Projectat              |                   |                       |            |                        |
| World Trade Center     | Estació de França | T7                    | Wellington | Glòries                |
| World Trade Center     | Estació de França | T8                    | Wellington | Gorg                   |

## Accessos del metro
- Avinguda d'Icària - Carrer de Ramon Trias Fargas (Zoo / Parc de Carles I)
- Avinguda d'Icària - Carrer de Ramon Trias Fargas (Carrer de Moscou)

## Galeria d'imatges

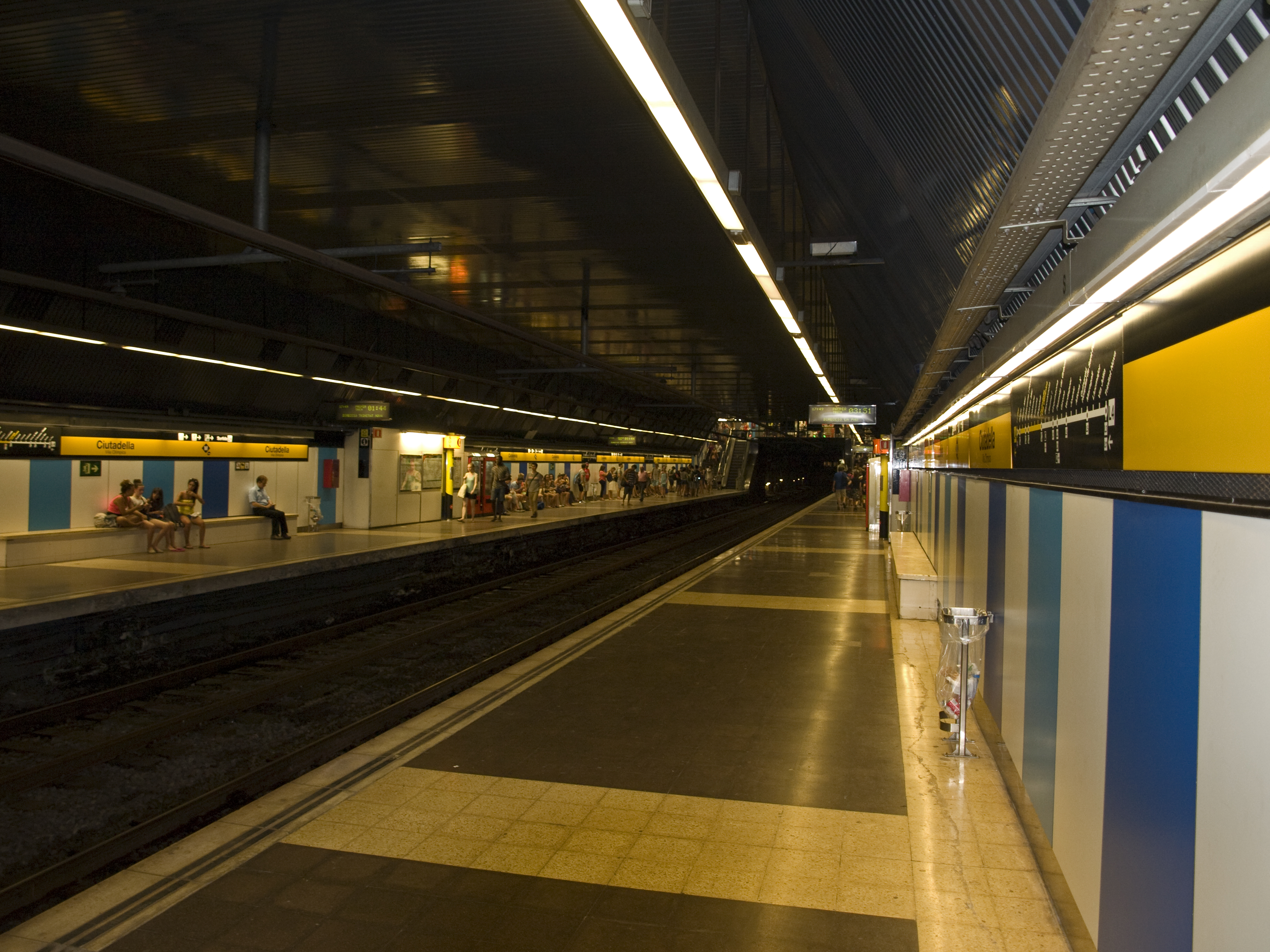
Andanes del metro de la L4
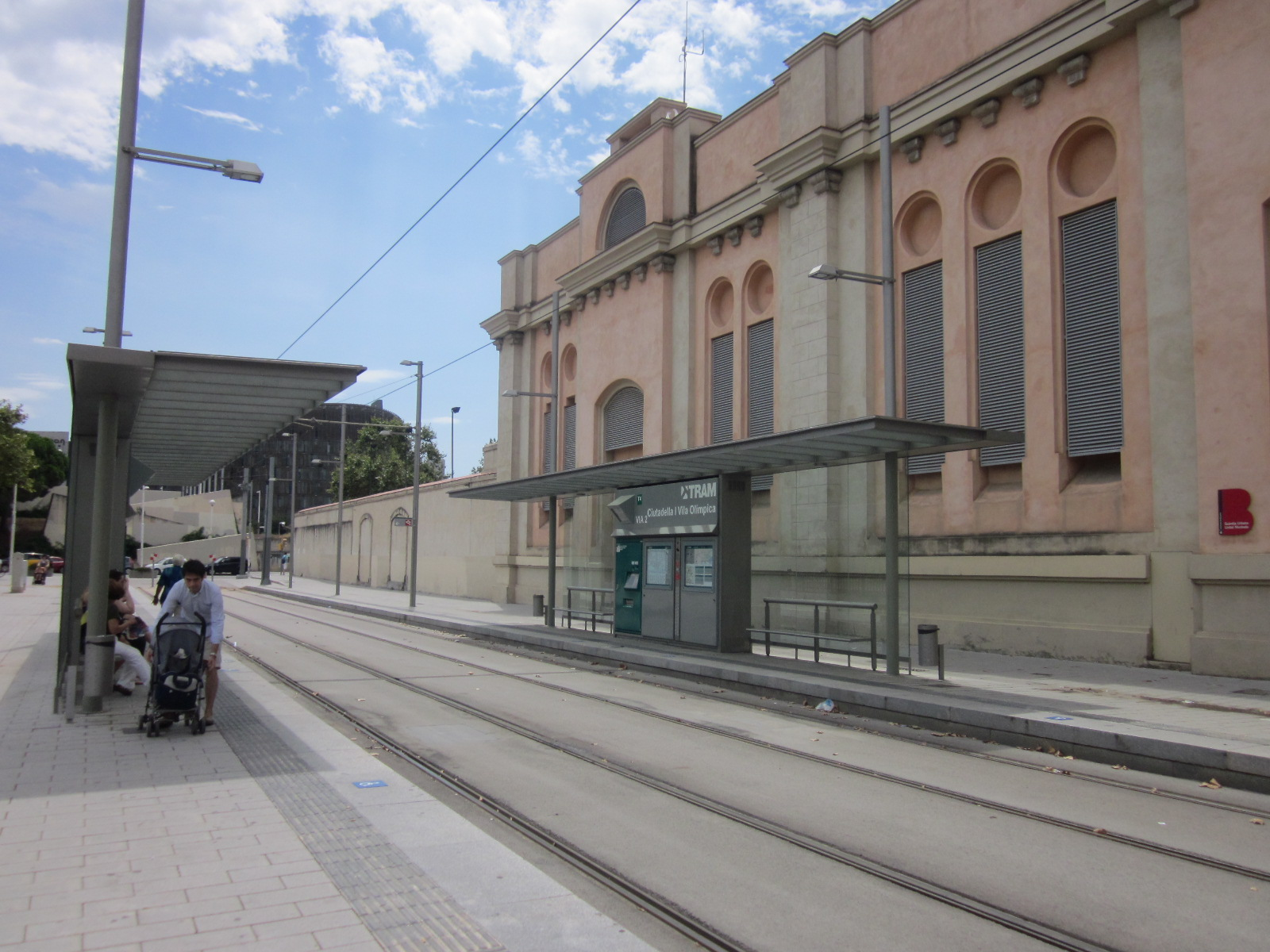
Andanes del tramvia de la T5 i T6
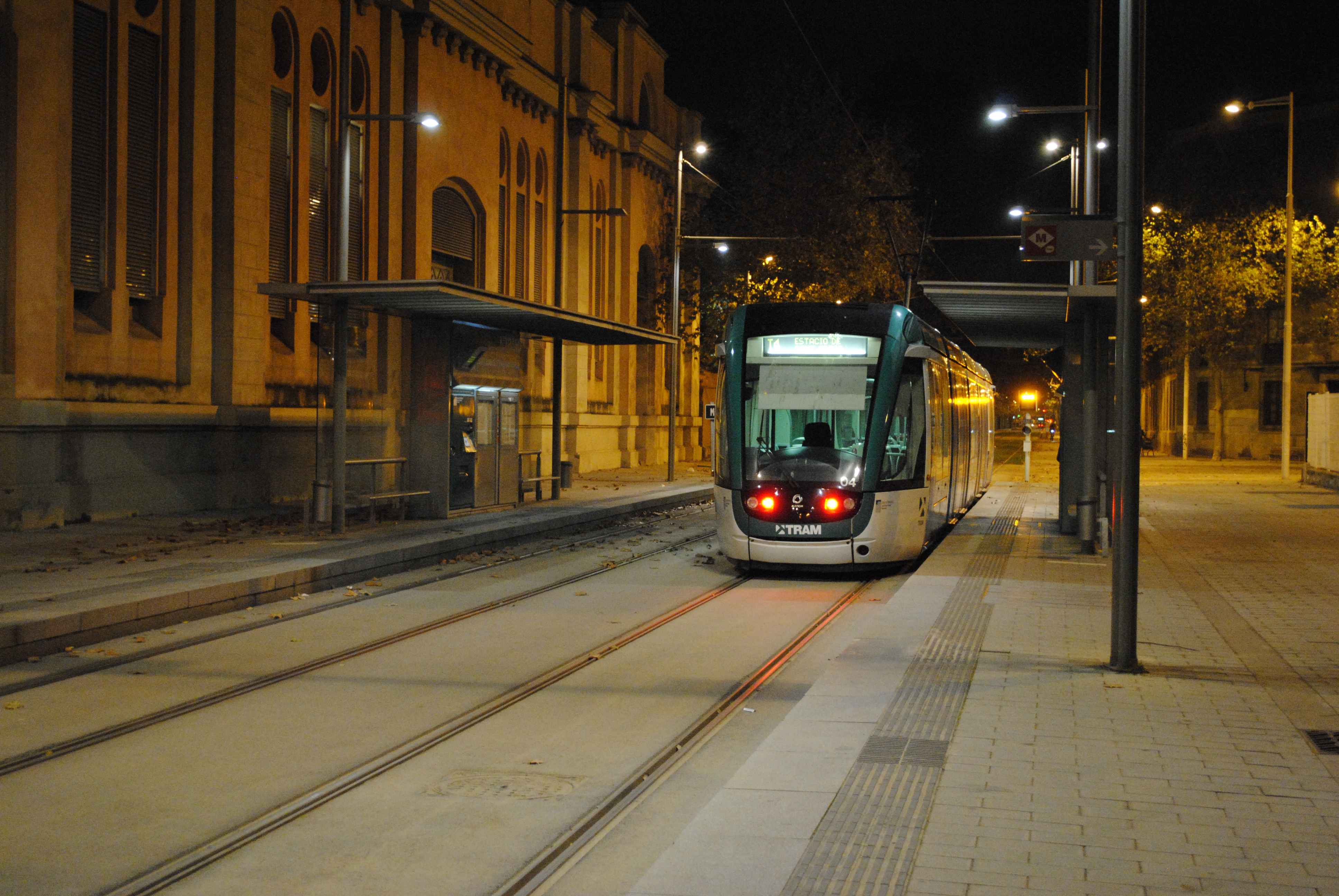
L'estació de tramvia de nit